# Ptiliopycna
Genre
Ptiliopycna est un genre de coléoptères de la famille des Ptiliidae.

## Liste d'espèces
Selon Catalogue of Life (4 mars 2021) :
- Ptiliopycna moerens (Matthews, A., 1874)

## Publication originale
- (en) Thomas L. Casey, Memoirs on the Coleoptera, vol. 11, Lancaster, Lancaster press, inc, 1924, 347 p. (lire en ligne), p. 153.